# Liste öffentlicher Bücherschränke im Enzkreis
In der Liste öffentlicher Bücherschränke im Enzkreis sind öffentliche Bücherschränke für Orte, die zum Enzkreis in Baden-Württemberg gehören, aufgeführt. Sie ist primär nach Orten sortiert, unabhängig davon, ob es sich um Ortsteile, Gemeinden oder Städte handelt. Der Artikel ist Teil der übergeordneten Liste öffentlicher Bücherschränke in Baden-Württemberg. Ein öffentlicher Bücherschrank ist ein Schrank oder schrankähnlicher Aufbewahrungsort mit Büchern, der dazu dient, Bücher kostenlos, anonym und ohne jegliche Formalitäten zum Tausch oder zur Mitnahme anzubieten. Die Liste erhebt keinen Anspruch auf Vollständigkeit.

## Öffentliche Bücherschränke im Enzkreis
Derzeit sind im Enzkreis acht öffentliche Bücherschränke erfasst (Stand: 28. Juni 2024):
| Bild | Ausführung    | Ort                    | Seit       | Anmerkung | Geokoordinaten            |
| ---- | ------------- | ---------------------- | ---------- | --- | ------------------------- |
|      | Bücherschrank | Eisingen               |            | Bücherschrank an der Gemeindebibliothek | ⊙ Pforzheimer Straße 4    |
|      | Bücherschrank | Engelsbrand            |            | Bücherschrank am Spielplatz | ⊙ Tannenweg               |
|      | Telefonzelle  | Friolzheim             |            | Die von der Firma „Immobito“ geplante, umgebaute und aufgestellte Bücherzelle bei der Geschäftsstelle Friolzheim der Sparkasse Pforzheim Calw ersetzt einen seit 2018 am Marktplatz stehenden Kühlschrank und wird von Ehrenamtlichen aus dem „Kulturkreis Zehntscheune“ betreut. | ⊙ Marktplatz 7            |
|      | Bücherschrank | Großglattbach          |            | Haltestelle Kelter Wartehäuschen | ⊙ Vaihinger Straße 44     |
|      | Bücherregal   | Mönsheim               |            | Bücherregal im Foyer der alten Kelter | ⊙ Burgstraße 2            |
|      | Bücherschrank | Mühlacker              |            | Mühlacker Konrad-Adenauer-Platz | ⊙ Konrad-Adenauer-Platz 4 |
|      | Bücherschrank | Mühlacker-Lienzingen   | Mai 2021   | initiiert von der „Herzenssache Lienzingen“, aufgestellt unter dem Dach der historischen Kelter | ⊙ Zaisersweiherstraße 4   |
|      | Bücherschrank | Nöttingen              |            | Bücherschrank Nöttingen | ⊙ Striesterweg 2          |
|      | Bücherschrank | Sternenfels            | Juni 2022  | | ⊙ Maulbronner Straße      |
|      | Bücherschrank | Sternenfels-Diefenbach | Juni 2022  | [ 4 ] | ⊙ Kelterplatz             |
|      | Bücherschrank | Wiernsheim             | April 2025 | initiiert von WSPI - Wir setzen pragmatische Impulse" - Ortsmitte Pavillon in den Herrschaftsgärten | 48°53'28.7"N 8°51'01.6"E  |

## Statistik
Für einen Vergleich zu den anderen Land- und Stadtkreisen Baden-Württembergs sowie zum Landesdurchschnitt siehe die Statistik öffentlicher Bücherschränke in Baden-Württemberg.